# Surin Pitsuwan

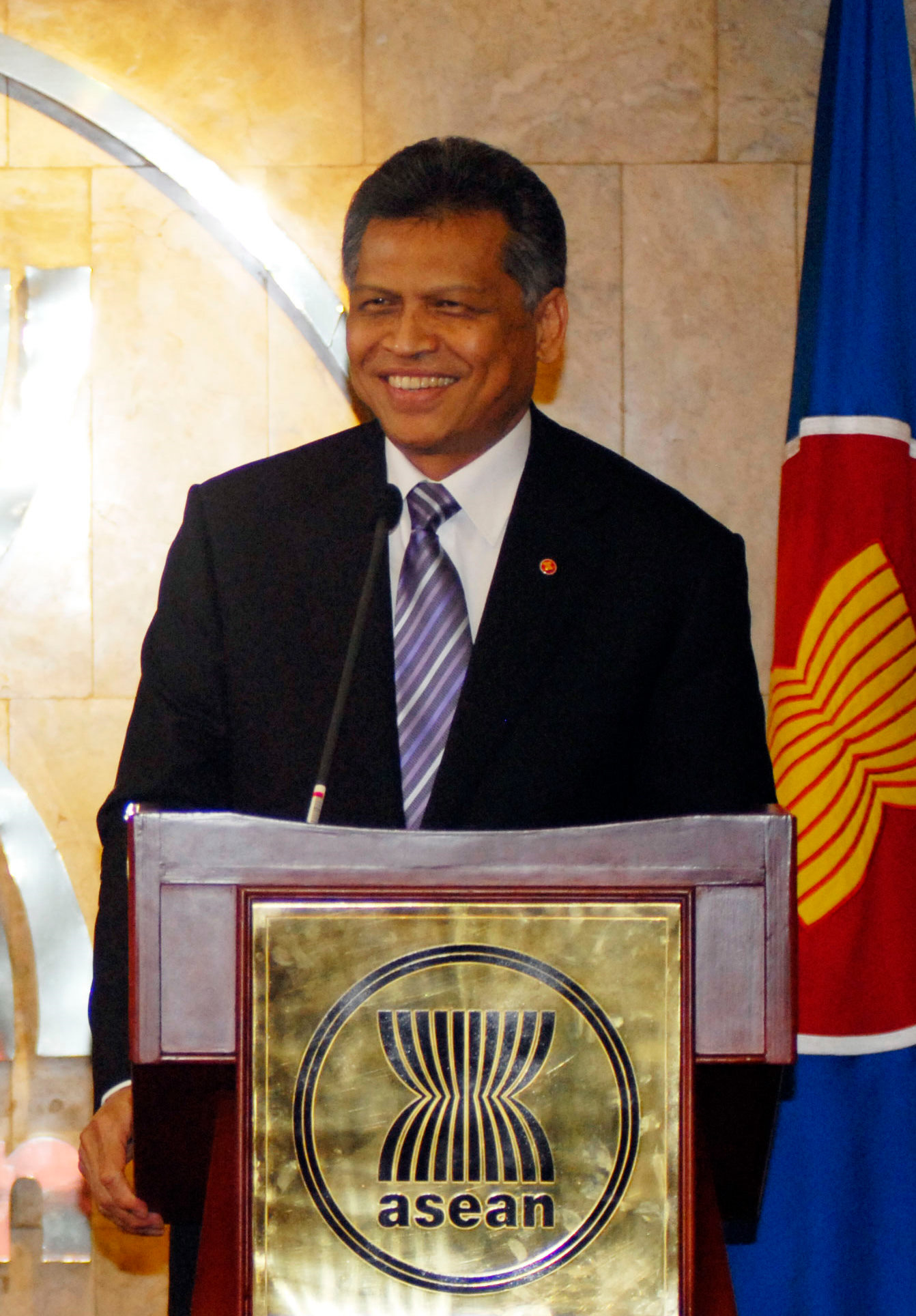
Surin Pitsuwan (2010)

Surin Pitsuwan (thailändisch สุรินทร์ พิศสุวรรณ, * 28. Oktober 1949 in Nakhon Si Thammarat; † 30. November 2017 in Bangkok) war ein thailändischer Politikwissenschaftler und Politiker (Demokratische Partei). Von 1997 bis 2001 war er Außenminister von Thailand. Von 2008 bis 2012 war er Generalsekretär der ASEAN.

## Akademische Karriere
Surin gehörte der muslimischen Minderheit in Thailand an. Sein Vater war Lehrer in einer islamischen Schule. Im Rahmen eines AFS-Austauschprogramms ging Surin ein Jahr im US-Bundesstaat Minnesota zur Schule. Surin studierte Politikwissenschaft, zunächst an der Thammasat-Universität in Bangkok, wechselte aber an das Claremont McKenna College in Claremont (Kalifornien), wo er 1972 seinen Bachelor-Abschluss machte. Er setzte seine Studien der Politikwissenschaft und der Orientalistik an der Harvard University fort, wo er 1974 seinen Mastergrad erhielt. Ab 1978 lehrte er an der Thammasat-Universität Politikwissenschaft. 1982 erhielt er von der Harvard University seinen Doktortitel. Im Jahr 1983/84 unterbrach er seine Dozententätigkeit, um im Rahmen des Programms der American Political Science Association Congressional Fellow bei Geraldine Ferraro zu sein. Gleichzeitig lehrte er an der American University in Washington südostasiatische Politik.

## Politische Karriere
Surin Pitsuwan war Mitglied der Demokratischen Partei. 1986 wurde er als Abgeordneter der Provinz Nakhon Si Thammarat ins thailändische Parlament gewählt. Seitdem wurde er achtmal wiedergewählt. Er wurde zunächst Sekretär des Parlamentspräsidenten Chuan Leekpai. Von 1992 bis 1995 war er stellvertretender Außenminister und von 1997 bis 2001 Außenminister von Thailand in den Regierungen von Chuan Leekpai. Als Außenminister war er von 1999 bis 2000 gleichzeitig Vorsitzender des ASEAN-Ministerrats und des ASEAN-Regionalforums. In dieser Funktion setzte er sich für eine friedliche Lösung der Krise in Osttimor 1999 ein.
2005/06 war er Mitglied der Nationalen Versöhnungskommission, die Vorschläge zur Lösung des Konflikts in Südthailand erarbeitete. Nach dem Militärputsch im September 2006 wurde er in die Nationale Legislativversammlung berufen.

## Generalsekretär der ASEAN
Am 1. Januar 2008 folgte Surin Pitsuwan Ong Keng Yong im Amt des Generalsekretärs der ASEAN. Seine Amtszeit betrug fünf Jahre. Sein Nachfolger ist der Vietnamese Lê Lương Minh.

## Mitgliedschaften
Surin Pitsuwan war von 1999 bis 2001 Beirat bei der International Commission on Intervention and State Sovereignty. Seit 2001 ist er Mitglied der Commission on Human Security im Amt für die Koordinierung humanitärer Angelegenheiten (OCHA) der Vereinten Nationen. Bis 2004 gehörte er außerdem der World Commission on the Social Dimension of Globalisation der Internationalen Arbeitsorganisation (ILO) an. Des Weiteren ist er Beirat der International Crisis Group, des Council on Foreign Relations und des Centre for Islamic Studies der Oxford University. Von 2002 bis 2004 gehörte er der vom Zentrum für humanitären Dialog eingerichteten „Wise Men Group“ an, die die Friedensgespräche zwischen der Bewegung Freies Aceh und der indonesischen Regierung moderierte.